# Ministério da Agricultura, Florestas e Desenvolvimento Rural

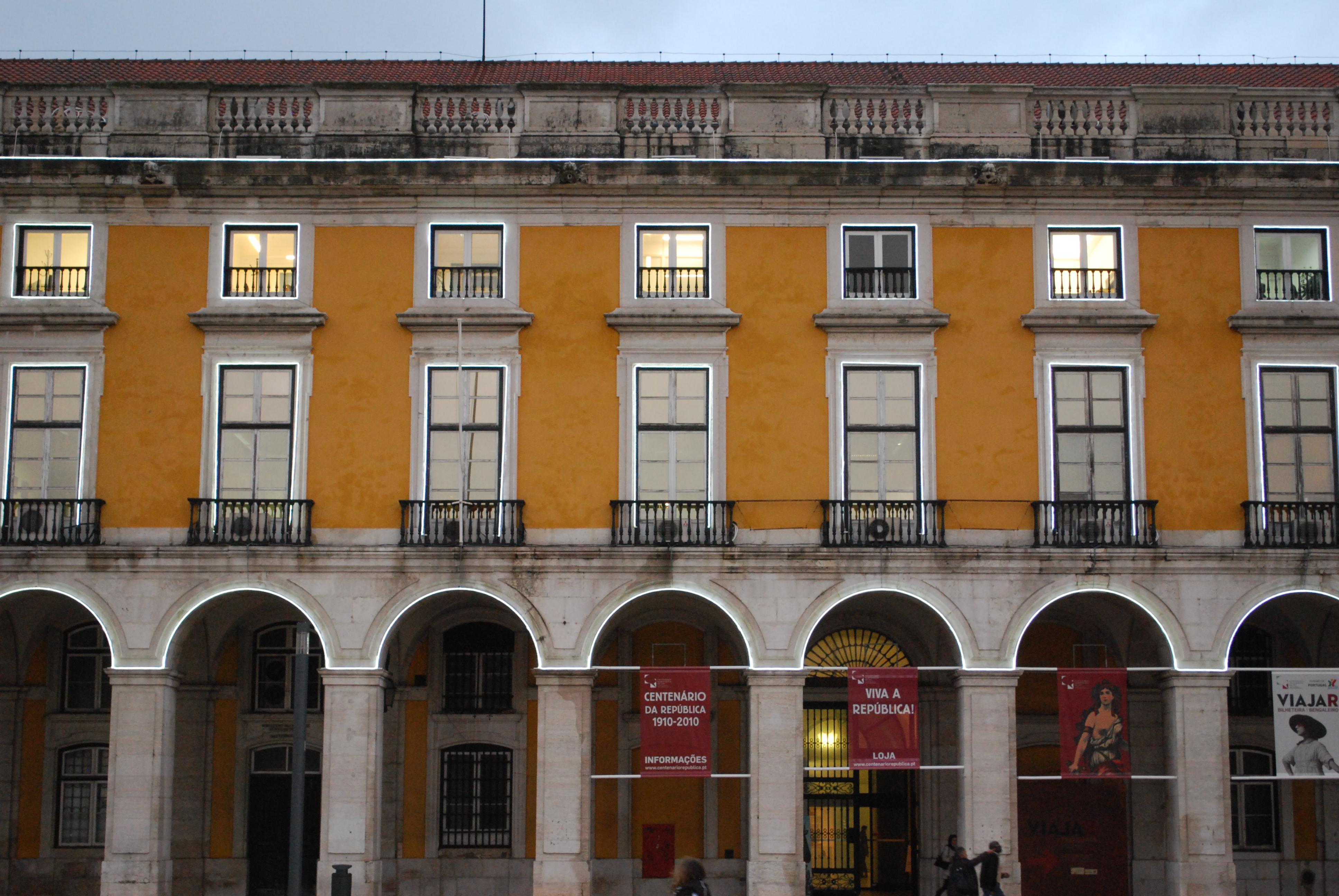
Sede do Ministério da Agricultura, Florestas e Desenvolvimento Rural, na Praça do Comércio.

O Ministério da Agricultura, Florestas e Desenvolvimento Rural (MAFDR) foi um departamento do Governo de Portugal. Resulta da divisão do anterior Ministério da Agricultura e do Mar. No  XXI Governo, o ministro titular da pasta é Luís Capoulas Santos.

## Secretarias de estado
O MAFDR engloba duas secretarias de estado:
- Secretaria de Estado da Agricultura e Alimentação
- Secretaria de Estado das Florestas e do Desenvolvimento Rural